# Cyclomilta melanolepia
Cyclomilta melanolepia là một loài bướm đêm thuộc phân họ Arctiinae, họ Erebidae.